# ميتيني كينغبايوم
ميتيني واشنطن كينغبايوم (التايلاندية: เมทินี วอชิงตัน กิ่ง โพยม ، RTGS: Methini Wochingtan Kingphayom ، مواليد 1972) عرفت لاحقًا بأسم ميتيني كينغبايوم شاربلز ، المعروف أيضًا باسم لوكاد (التايلاندية: ลูกเกด) ممثلة تايلندية، عارضة أزياء، مذيعة تلفزيون وحاملة لقب ملكة جمال مثل يلدها تايلاند في مسابقة ملكة جمال العالم 1992 وحصلت فيها على حائزة ملكة جمال القارية لاآسيا وأوقيانوسيا 1992.